# (2726) Котельников
(2726) Котельников (лат. Kotelnikov) — типичный астероид главного пояса, который был открыт 22 сентября 1979 года советским астрономом Николаем Черных в Крымской обсерватории и назван в честь выдающегося русского учёного Дважды Героя Социалистического Труда Владимира Александровича Котельникова, почётного директора ИРЭ РАН, создателя теории потенциальной помехоустойчивости, руководителя работ по радиолокации Венеры, Марса, Меркурия.

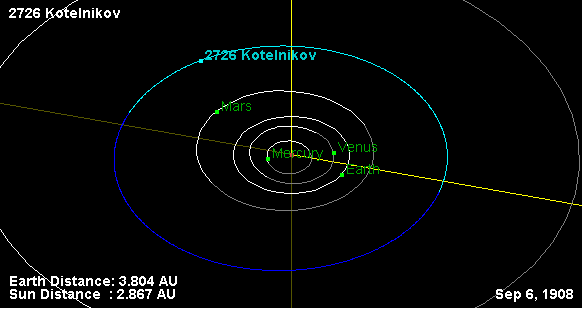
Орбита астероида Котельников и его положение в Солнечной системе